# Open de Moselle 2006 - Qualificazioni singolare
Le qualificazioni del singolare  dell'Open de Moselle 2006 sono state un torneo di tennis preliminare per accedere alla fase finale della manifestazione. I vincitori dell'ultimo turno sono entrati di diritto nel tabellone principale. In caso di ritiro di uno o più giocatori aventi diritto a questi sono subentrati i lucky loser, ossia i giocatori che hanno perso nell'ultimo turno ma che avevano una classifica più alta rispetto agli altri partecipanti che avevano comunque perso nel turno finale.
Le qualificazioni del torneo Open de Moselle 2006 prevedevano 32 partecipanti di cui 4 sono entrati nel tabellone principale.

## Qualificati
1. Serhij Stachovs'kyj
2. Thierry Ascione

1. Tobias Clemens
2. Cyril Saulnier

## Tabellone

### Legenda
| - Q = Qualificato - WC = Wild card - LL = Lucky loser | - ALT = Alternate - SE = Special Exempt - PR = Protected Ranking | - w/o = Walkover - r = Ritirato - d = Squalificato |

### Sezione 1
|  | Primo turno        | Primo turno        | Primo turno        | Primo turno | Primo turno |  |  | Secondo turno       | Secondo turno       | Secondo turno       | Secondo turno       | Secondo turno       |   |   | Ultimo turno       | Ultimo turno       | Ultimo turno       | Ultimo turno | Ultimo turno |  |
|  |                    |                    |                    |             |             |  |  |                     |                     |                     |                     |                     |   |   |                    |                    |                    |              |              |  |
|  |                    |                    |                    |             |             |  |  |                     |                     |                     |                     |                     |   |   |                    |                    |                    |              |              |  |
|  |                    |                    |                    |             |             |  |  | Peter Luczak        | Peter Luczak        | Peter Luczak        | 5                   | 64                  |   |   |                    |                    |                    |              |              |  |
|  | Jo-Wilfried Tsonga | Jo-Wilfried Tsonga | Jo-Wilfried Tsonga | 6           | 6           |  |  | Jo-Wilfried Tsonga  | Jo-Wilfried Tsonga  | Jo-Wilfried Tsonga  | 7                   | 7                   |   |   |                    |                    |                    |              |              |  |
|  | Gilles Kremer      | Gilles Kremer      | Gilles Kremer      | 3           | 2           |  |  |                     |                     |                     |                     |                     |   |   | Jo-Wilfried Tsonga | Jo-Wilfried Tsonga | Jo-Wilfried Tsonga | 3            | 68           |  |
|  | Andis Juška        | Andis Juška        | Andis Juška        | 7           | 6           |  |  |                     |                     | Serhij Stachovs'kyj | Serhij Stachovs'kyj | Serhij Stachovs'kyj | 6 | 7 |                    |                    |                    |              |              |  |
|  | Michał Przysiężny  | Michał Przysiężny  | Michał Przysiężny  | 63          | 2           |  |  | Andis Juška         | Andis Juška         | Andis Juška         | 3                   | 1r                  |   |   |                    |                    |                    |              |              |  |
|  |                    |                    |                    |             |             |  |  | Serhij Stachovs'kyj | Serhij Stachovs'kyj | Serhij Stachovs'kyj | 6                   | 2                   |   |   |                    |                    |                    |              |              |  |
|  |                    |                    |                    |             |             |  |  |                     |                     |                     |                     |                     |   |   |                    |                    |                    |              |              |  |

### Sezione 2
|  | Primo turno      | Primo turno      | Primo turno     | Primo turno | Primo turno |  |  | Secondo turno     | Secondo turno     | Secondo turno     | Secondo turno   | Secondo turno   |   |   | Ultimo turno  | Ultimo turno  | Ultimo turno  | Ultimo turno | Ultimo turno |  |
|  |                  |                  |                 |             |             |  |  |                   |                   |                   |                 |                 |   |   |               |               |               |              |              |  |
|  |                  |                  |                 |             |             |  |  |                   |                   |                   |                 |                 |   |   |               |               |               |              |              |  |
|  |                  |                  |                 |             |             |  |  | Mathieu Montcourt | Mathieu Montcourt | Mathieu Montcourt | 5               | 2               |   |   |               |               |               |              |              |  |
|  | Olivier Mutis    | Olivier Mutis    | Olivier Mutis   | 7           | 6           |  |  | Olivier Mutis     | Olivier Mutis     | Olivier Mutis     | 7               | 6               |   |   |               |               |               |              |              |  |
|  | Herve Karcher    | Herve Karcher    | Herve Karcher   | 64          | 3           |  |  |                   |                   |                   |                 |                 |   |   | Olivier Mutis | Olivier Mutis | Olivier Mutis | 0            | 1            |  |
|  | Nicolas Renavand | Nicolas Renavand | 4               | 6           | 6           |  |  |                   |                   | Thierry Ascione   | Thierry Ascione | Thierry Ascione | 6 | 6 |               |               |               |              |              |  |
|  | Xavier Audouy    | Xavier Audouy    | 6               | 4           | 4           |  |  | Nicolas Renavand  | Nicolas Renavand  | Nicolas Renavand  | 3               | 3               |   |   |               |               |               |              |              |  |
|  | Thierry Ascione  | Thierry Ascione  | Thierry Ascione | 6           | 6           |  |  | Thierry Ascione   | Thierry Ascione   | Thierry Ascione   | 6               | 6               |   |   |               |               |               |              |              |  |
|  | Ivo Klec         | Ivo Klec         | Ivo Klec        | 3           | 4           |  |  |                   |                   |                   |                 |                 |   |   |               |               |               |              |              |  |

### Sezione 3
|  | Primo turno        | Primo turno        | Primo turno     | Primo turno | Primo turno |  |  | Secondo turno      | Secondo turno      | Secondo turno      | Secondo turno  | Secondo turno  |   |   | Ultimo turno      | Ultimo turno      | Ultimo turno      | Ultimo turno | Ultimo turno |  |
|  |                    |                    |                 |             |             |  |  |                    |                    |                    |                |                |   |   |                   |                   |                   |              |              |  |
|  |                    |                    |                 |             |             |  |  |                    |                    |                    |                |                |   |   |                   |                   |                   |              |              |  |
|  |                    |                    |                 |             |             |  |  | Younes El Aynaoui  | Younes El Aynaoui  | Younes El Aynaoui  | 7              | 6              |   |   |                   |                   |                   |              |              |  |
|  | Catalin-Ionut Gard | Catalin-Ionut Gard | 4               | 6           | 6           |  |  | Catalin-Ionut Gard | Catalin-Ionut Gard | Catalin-Ionut Gard | 64             | 4              |   |   |                   |                   |                   |              |              |  |
|  | Matwé Middelkoop   | Matwé Middelkoop   | 6               | 2           | 0           |  |  |                    |                    |                    |                |                |   |   | Younes El Aynaoui | Younes El Aynaoui | Younes El Aynaoui | 3            | 1            |  |
|  | Deniss Pavlovs     | Deniss Pavlovs     | Deniss Pavlovs  | 7           | 6           |  |  |                    |                    | Tobias Clemens     | Tobias Clemens | Tobias Clemens | 6 | 6 |                   |                   |                   |              |              |  |
|  | Jonathan Laubut    | Jonathan Laubut    | Jonathan Laubut | 5           | 3           |  |  | Deniss Pavlovs     | Deniss Pavlovs     | Deniss Pavlovs     | 4              | 1              |   |   |                   |                   |                   |              |              |  |
|  | Tobias Clemens     | Tobias Clemens     | Tobias Clemens  | 6           | 6           |  |  | Tobias Clemens     | Tobias Clemens     | Tobias Clemens     | 6              | 6              |   |   |                   |                   |                   |              |              |  |
|  | Pablo Andújar      | Pablo Andújar      | Pablo Andújar   | 1           | 1           |  |  |                    |                    |                    |                |                |   |   |                   |                   |                   |              |              |  |

### Sezione 4
|  | Primo turno          | Primo turno          | Primo turno          | Primo turno | Primo turno |  |  | Secondo turno          | Secondo turno          | Secondo turno          | Secondo turno          | Secondo turno          |   |   | Ultimo turno   | Ultimo turno   | Ultimo turno   | Ultimo turno | Ultimo turno |  |
|  |                      |                      |                      |             |             |  |  |                        |                        |                        |                        |                        |   |   |                |                |                |              |              |  |
|  |                      |                      |                      |             |             |  |  |                        |                        |                        |                        |                        |   |   |                |                |                |              |              |  |
|  |                      |                      |                      |             |             |  |  | Cyril Saulnier         | Cyril Saulnier         | 5                      | 6                      | 6                      |   |   |                |                |                |              |              |  |
|  | Oleksandr Dolgopolov | Oleksandr Dolgopolov | Oleksandr Dolgopolov | 6           | 7           |  |  | Oleksandr Dolgopolov   | Oleksandr Dolgopolov   | 7                      | 3                      | 0                      |   |   |                |                |                |              |              |  |
|  | Julien Mathieu       | Julien Mathieu       | Julien Mathieu       | 3           | 5           |  |  |                        |                        |                        |                        |                        |   |   | Cyril Saulnier | Cyril Saulnier | Cyril Saulnier | 6            | 6            |  |
|  | Andreas Beck         | Andreas Beck         | Andreas Beck         | 7           | 6           |  |  |                        |                        | Jean-Christophe Faurel | Jean-Christophe Faurel | Jean-Christophe Faurel | 4 | 2 |                |                |                |              |              |  |
|  | Mark Joachim         | Mark Joachim         | Mark Joachim         | 62          | 4           |  |  | Andreas Beck           | Andreas Beck           | Andreas Beck           | 0                      | 6(1)                   |   |   |                |                |                |              |              |  |
|  |                      |                      |                      |             |             |  |  | Jean-Christophe Faurel | Jean-Christophe Faurel | Jean-Christophe Faurel | 6                      | 7                      |   |   |                |                |                |              |              |  |
|  |                      |                      |                      |             |             |  |  |                        |                        |                        |                        |                        |   |   |                |                |                |              |              |  |